# Wilhelm Ebstein

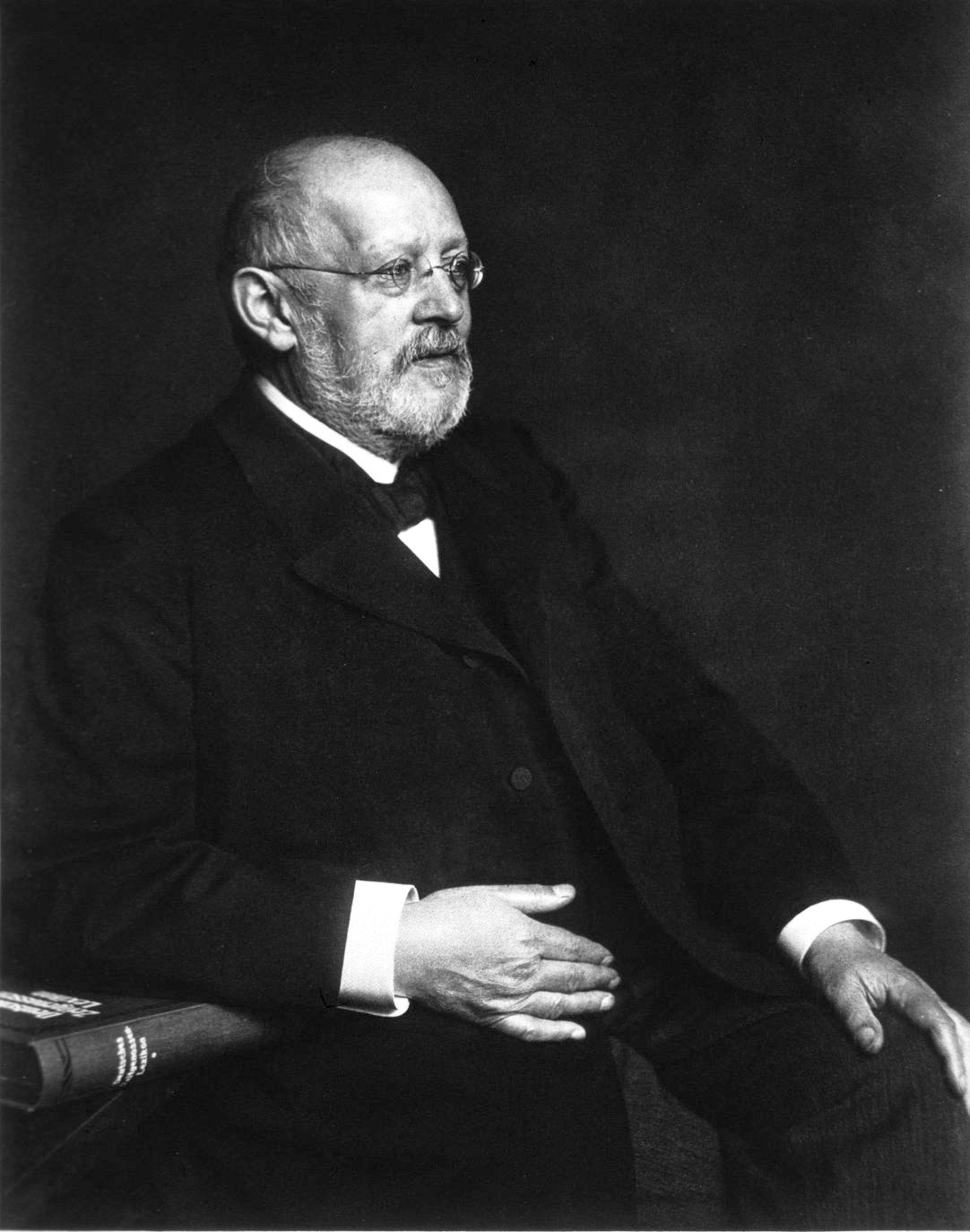
Wilhelm Ebstein, vor 1906

Wilhelm Ebstein (* 27. November 1836 in Jauer, Provinz Schlesien; † 22. Dezember 1912 in Göttingen) war ein deutscher Internist und Hochschullehrer.

## Leben
Wilhelm Ebstein entstammte einer großbürgerlichen deutschen jüdischen Familie aus Niederschlesien. Er studierte an der Schlesischen Friedrich-Wilhelms-Universität und der Friedrich-Wilhelms-Universität zu Berlin Medizin. Zu seinen Lehrern gehörten Friedrich Theodor von Frerichs in Breslau sowie Rudolf Virchow und Moritz Heinrich Romberg in Berlin. 1859 wurde er in Berlin promoviert. Ab 1861 arbeitete er am Allerheiligen-Hospital in Breslau, 1869 wurde er habilitiert.
Ebstein folgte 1874 dem Ruf der Georg-August-Universität Göttingen auf ihren Lehrstuhl für Innere Medizin. Damit war er Nachfolger von Karl Ewald Hasse. Mit großer Energie widmete er sich dort der Forschung und Lehre sowie dem Ausbau der Klinik. In seiner Amtszeit wurde die neue Medizinische Klinik an der Humboldtallee errichtet. 1906 wurde er emeritiert.
1883 wurde er in die Deutsche Akademie der Naturforscher Leopoldina gewählt.
Sein Sohn war der als bibliophiler Sammler und Autor in Erscheinung getretene Mediziner Erich Ebstein, ein Freund Erich Mühsams.
Ebsteins Forschungsschwerpunkt waren die Stoffwechselkrankheiten. Zu seinen Lebzeiten galt er weltweit als einer der bedeutendsten Spezialisten auf diesem Gebiet. Eine Reihe von Syndromen und Anomalien sind nach ihm benannt:
- Ebstein-Anomalie (seltene Missbildung der Trikuspidalklappe)
- Pel-Ebstein-Fieber (charakteristischer Fieberverlauf der gelegentlich bei Patienten mit malignen Lymphomen, z. B. Morbus Hodgkin auftritt)
- Ebsteinsche Krankheit (hyaline Degeneration der Nierenkanälchen bei Diabetes mellitus, eine Form der diabetischen Nephropathie)
- Armanni-Ebstein-Nephropathie, eine besondere Form der diabetischen Nephropathie

Wilhelm Ebstein ist nicht zu verwechseln mit dem englischen Virologen Anthony Epstein (1921–2024), dem Mitentdecker des Epstein-Barr-Virus.

## Publikationen
- De mutationibus cocti crudique amyli fluifo oris tractati. Dissertation. Berlin 1859.
- Die Recidive des Typhus. Habilitationsschrift. Breslau 1869.
- Die Fettleibigkeit (Corpulenz) und ihre Behandlung nach physiologischen Grundsätzen. 7. Auflage. Wiesbaden 1887.
- Das chronische Rückfallsfieber, eine neue Infectionskrankheit. In: Berlin Klin Wochenschr. Band 24, 1887, S. 565–568.
- Fett oder Kohlenhydrate. Wiesbaden 1885.
- Wasserentziehung und Anstrengende Muskelbewegungen. Wiesbaden 1885.
- Nierenkrankheiten Nebst den Affectionen der Nierenbecken und der Urnieren. In: Von Ziemssen's "Handbuch der Speziellen Pathologie und Therapie". 2. Auflage. Band 9.
- Über Drüsenepithelnekrosen beim Diabetes mellitus mit besonderer Berücksichtigung des diabetischen Coma. In: Deutsches Archiv für klinische Medicin. Band 28, Leipzig 1880–1881, S. 143–242.
- Über die acute Leukämie und Pseudoleukämie. In: Deutsches Archiv für klinische Medicin. Leipzig 1889.
- Traumatische Leukämie. In: Deutsche Medizinische Wochenschrift. 1894.
- Handbuch der Praktischen Medizin. 1899.
- Die Medizin im Alten Testament. Stuttgart 1901.
- Herausgeber mit Julius Schwalbe: Handbuch der Praktischen Medizin. 5 Bände, Stuttgart: F. Enke, 1898 bis 1901, 2. Auflage 1905 bis 1906
- Die Krankheiten im Feldzuge gegen Russland. 1902.
- Dorf- und Stadthygiene. 1902.
- Die Medizin in Bibel und Talmud. 1903.
- Virchow als Arzt. Ferdinand Enke, Stuttgart 1903.
- Scharlatanerie und Kurpfuscher. Stuttgart 1905.